# Моніно (аеродром)

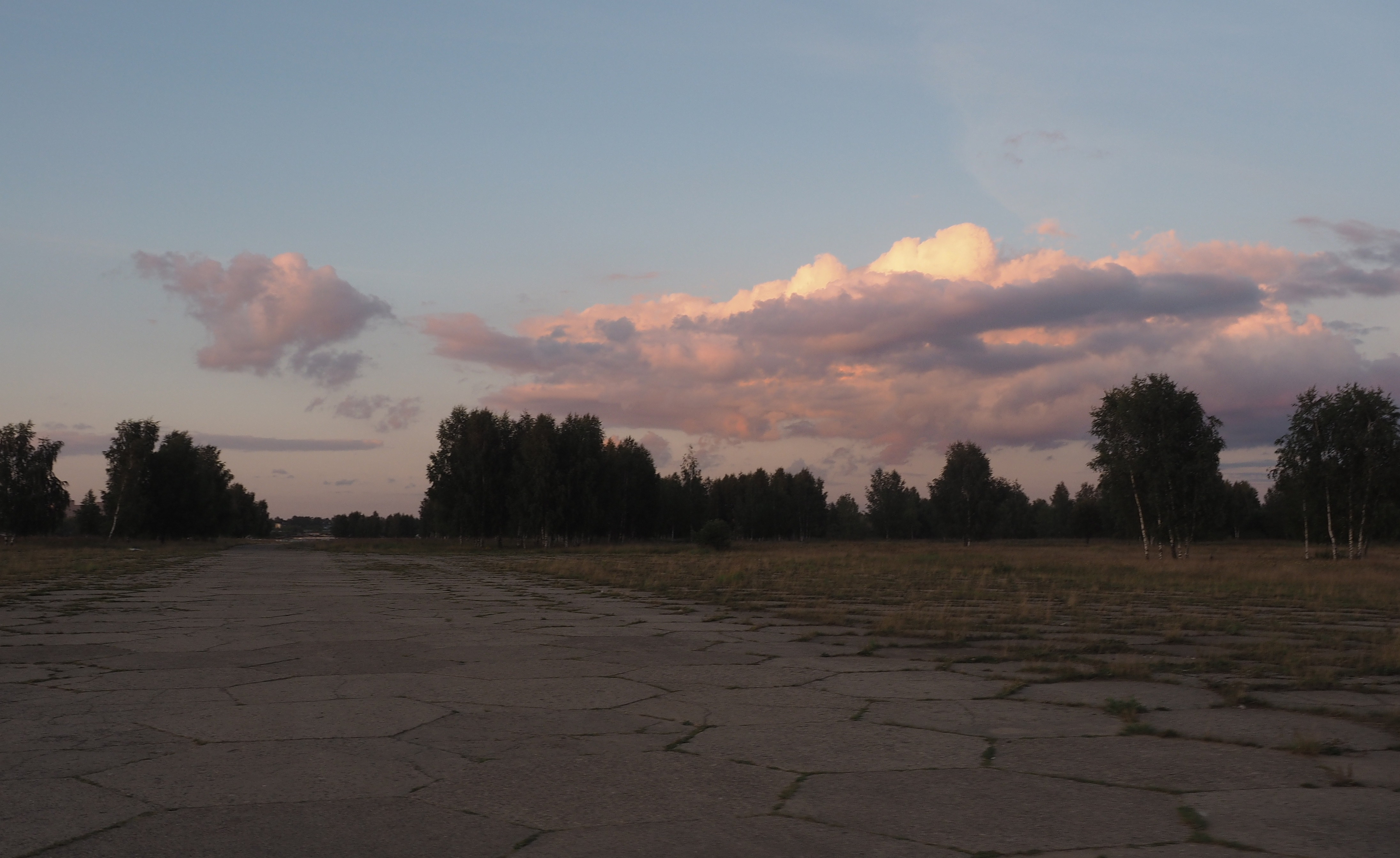
Занедбана злітно-посадкова смуга аеродрому Моніно

Моніно — колишній військовий аеродром радянських ВПС у місті Моніно Московської області Росії. Знаходиться в 36 км на схід від Москви, і найбільш відомий тим, що тут розміщено Центральний музей ВПС, один із найбільших у світі музеїв авіації та найбільший музей російської авіації. 

## Історія
Аеродром Моніно було побудовано у 1928-1930 роках.
Аеродром Моніно було виведено з експлуатації радянських ВПС у 1956 році через недостатню довжину ЗПС, однак наявність Військово-повітряної академії імені Гагаріна в Моніно означала, що об’єкти авіабази продовжували використовуватися, включаючи військово-технічне училище яке протягом 1990-х років мало вантажний літак Іл-76 і два бомбардувальники. 
У 1958 році на невикористаній ділянці території аеродрому Моніно почалося будівництво Центрального музею повітряних сил, який відкрився в 1960 році, і з тих пір його розширяли, оскільки до колекції додавалися нові літаки. Решта об'єктів авіабази, включаючи злітно-посадкову смугу, зараз занедбані.